# 長崎県立佐世保北中学校・高等学校
長崎県立佐世保北中学校・高等学校（ながさきけんりつ させぼきたちゅうがっこう・こうとうがっこう）は、長崎県佐世保市八幡町に所在し、中高一貫教育を提供する県立中学校・高等学校。
過去に総合選抜入試を行っていた佐世保三校のうちの一つである。略称は「佐世保北」「佐北」、高等学校は「北高」（きたこう）、中学校は「北中」（きたちゅう）。

## 概要

### 教育方針
校訓
「 自律 ・ 積極 ・ 友愛 」
スローガン
「輝け 北辰のごとく」 - 北辰とは北極星のこと。
教育目標
「たゆまぬ挑戦」

### 校章・校歌
校章

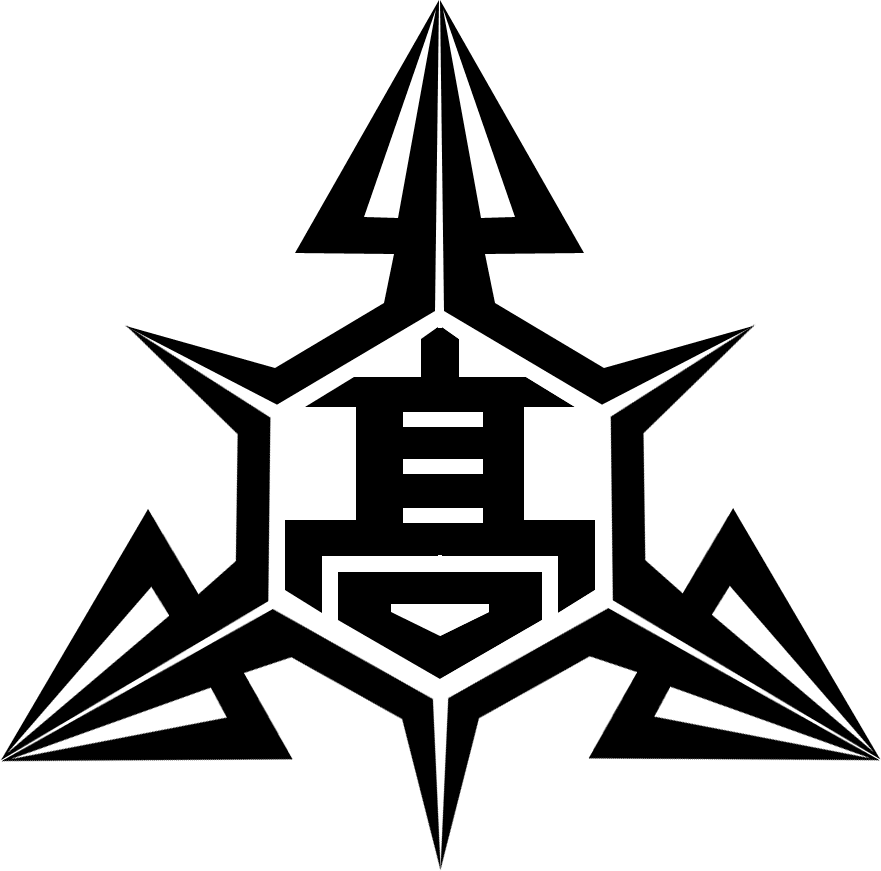
高校の校章。

1949年（昭和24年）年、当時の美術担当教諭であった松尾一枝がデザインする。「北」の文字を3つ組み合わせ、「進歩」「反省」「向上」を表している。高校はこの背景の上に「高」（俗字体のはしご高）の文字を、中学校は「中」の文字を置いている。
校歌
作詞は校歌選定委員会、作曲は平井康三郎による。歌詞は3番まであり、1番に北高校、3番に北高と出てくるので、中学校の場合はそれぞれ「北中学校」、「北中」に置き換えられて歌われている。

### 同窓会
「北星会」と称している。

### 施設
ABC棟、八幡体育館、小体育室、新体育館、万徳体育館、万徳テニスコート、武道場、北和寮、部室棟などからなる。
また、ABC棟に囲まれて、ハンドボールコートが存在する。
|     | 地下1階            | 1階                                        | 2階                                  | 3階                                        | 4階                                                |
| --- | ------------------ | ------------------------------------------ | ------------------------------------ | ------------------------------------------ | -------------------------------------------------- |
| A棟 |                    | 校長室・事務室・購買部・被服教室・調理教室 | 教務室・放送室・化学教室             | 図書室・生物室・講義室                     | 社会科教室・書道教室・美術教室・パソコン室・物理室 |
| B棟 |                    | 普通教室                                   | 普通教室                             | 普通教室                                   | 普通教室・視聴覚教室                               |
| C棟 | 技術室・生徒指導室 | 保健室・カウンセラー室                     | 進路指導室・学習室・生徒会室・放送室 | サンシャインルーム（多目的室）・パソコン室 | 音楽教室・音楽練習室                               |

## 沿革

### 前身
旧制中学校（男子校）
- 長崎県立佐世保中学校
  - 1908年（明治41年） 8月1日 - 「長崎県立佐世保中学校」が佐世保市保立町10-1（現・佐世保市立清水小学校）[注 1]に設置。
  - 1909年（明治42年）4月17日 - 開校。（長崎県立佐世保中学校 創立記念日）
  - 1923年（大正12年）4月 - 佐世保市立夜間中学校を併設。
  - 1941年（昭和16年）8月 - 佐世保市日宇町2526番地（現在の佐世保南高校の所在地）へ移転。
  - 1947年（昭和22年）4月 - 学制改革で、新制高等学校の発足を1年後に控え、暫定措置として併設中学校を設置し、旧制中学校の2・3年生を収容。1年生の募集を停止。
  - 1948年（昭和23年）4月 - 学制改革により、「長崎県立佐世保第一高等学校」（男子校）となる。
- 長崎県立佐世保第二中学校
  - 1941年（昭和16年）4月 - 「長崎県立佐世保第二中学校」が開校。
  - 1947年（昭和22年）4月 - 学制改革で、新制高等学校の発足を1年後に控え、暫定措置として併設中学校を設置し、旧制中学校の2・3年生を収容。1年生の募集を停止。
  - 1948年（昭和23年）4月 - 学制改革により、「長崎県立佐世保第二高等学校」（男子校）となる。
- 佐世保市立東和中学校
  - 1940年（昭和15年）4月 - 「東和中学校」（私立）が永安恕によって中里（現・佐世保市立中里中学校）に創立。
  - 1947年（昭和22年）4月
    - 佐世保市へ移管され、「佐世保市立東和中学校」となる。
    - 学制改革で、新制高等学校の発足を1年後に控え、暫定措置として併設中学校を設置し、旧制中学校の2・3年生を収容。1年生の募集を停止。

  - 1948年（昭和23年）4月 - 学制改革により、「佐世保市立東和高等学校」（男子校）となる。

高等女学校
- 長崎県立佐世保高等女学校
  - 1912年（明治45年）4月 - 「長崎県立佐世保高等女学校」が開校。
  - 1947年（昭和22年）4月 - 学制改革で、新制高等学校の発足を1年後に控え、暫定措置として併設中学校を設置し、高等女学校の2・3年生を収容。1年生の募集を停止。
  - 1948年（昭和23年）4月 - 学制改革により、「長崎県立佐世保女子高等学校」となる。
- 佐世保市立成徳高等女学校
  - 1902年（明治35年）4月12日 -「私立佐世保女学校」が佐世保市八幡町に開校。創立者は山北トミ。佐世保市で初めての女学校であった。
  - 1912年（大正元年）8月 - 高等女学校令により、「私立成徳高等女学校」に改称。
  - 1919年（大正8年）6月 - 校名から私立を除き、「成徳高等女学校」に改称。
  - 1922年（大正11年）3月31日 - 佐世保市に移管され、「佐世保市立成徳高等女学校」と改称。
  - 1947年（昭和22年）4月 - 学制改革で、新制高等学校の発足を1年後に控え、暫定措置として併設中学校を設置し、高等女学校の2・3年生を収容。1年生の募集を停止。
  - 1948年（昭和23年）4月 - 学制改革により、「佐世保市立成徳高等学校」（女子校）となる。

### 開校
- 1948年（昭和23年）
  - 11月 - ニブロ米占領軍軍政部教育官の方針により、上記5校を統合の上、男女共学の「長崎県立佐世保北高等学校」と「長崎県立佐世保南高等学校」を設置することが決定[注 2]。なお、上記5校の併設中学校も佐世保北高等学校併設中学校と佐世保南高等学校併設中学校の2校に統合。
  - 12月24日 - 統合準備が完了。
- 1949年（昭和24年）
  - 2月1日 - 「長崎県立佐世保北高等学校」（現校名）の開校が認可される。（定員 : 全日制課程 1,200名）
    - 校舎 - 旧・成徳女子高等学校のあった「八幡校舎」（現在地）と、旧・佐世保第二高等学校のあった「福石校舎」（現 海上自衛隊佐世保基地干尽[注 3]）を継承。

  - 3月31日 - 併設中学校を廃止。統合前の旧制5校が最後の卒業生を送り出して閉校。
  - 4月1日 - 定時制課程を併置。（定時制定員 - 250名）
- 1951年（昭和26年） - 八幡校舎敷地内に新校舎（木造2階建て10教室）が完成。これに伴い、福石校舎を廃止。
- 1960年（昭和35年）6月30日 - 体育館を新築。
- 1963年（昭和38年）7月15日 - 本館に9教室、一部地階を増築。（現在のC棟）
- 1965年（昭和40年）
  - 2月5日 - 全日制課程の生徒定員が1,800名となる。（1968年（昭和43年）度まで）
  - 6月30日 - プールおよび附属建物を新築。
- 1971年（昭和46年）2月5日 - 生徒更衣室兼体育職員室および北和寮を新築。
- 1972年（昭和47年）2月3日 - 佐世保市内の全日制普通科を置く佐世保三校（佐世保北高・南高・西高）の入試における総合選抜が開始。
- 1977年（昭和52年）4月1日 - 定時制募集停止。
- 1978年（昭和53年）4月1日 - 定通[注 4]統廃合により、定時制第3・4学年生徒91名を本校在籍のまま、長崎県立佐世保中央高等学校へ教場移動。
- 1979年（昭和54年） - 新校舎建設のため、梅田町の長崎県立佐世保商業高等学校跡地（現長崎県立佐世保中央高等学校の位置）に仮設校舎（以下梅田校舎）を建設。
- 1980年（昭和55年）3月31日 - 定時制課程を廃止。
- 1982年（昭和57年）
  - 3月25日 - 新校舎完成のため、移転。
  - 9月30日 - ハンドボールコート兼生徒集会場（中庭）を整備。
- 1983年（昭和58年）10月14日 - 運動場を整備。
- 1986年（昭和61年）2月17日 - 新体育館が完成。

- 1989年（平成元年）3月31日 - 梅田校舎にテニスコートと弓道場が完成。
- 1990年（平成2年）2月20日 - ハンドボールコート兼生徒集会場（中庭）を改装。
- 1991年（平成3年）3月31日 - 梅田校舎運動場およびハンドボールコートを整備。
- 1995年（平成7年）
  - 2月〜3月 - 総合選抜制度の一部改変により、英語コースと理数コース各1学級を設置し、生徒が直接出願できるようにした。推薦入試を開始。
  - 4月1日 - 生徒定員が1,209名となる。
- 1996年（平成8年）
  - 3月29日 - 北斗館（武道場）が完成。
  - 5月1日 - 梅田校舎敷地を長崎県立佐世保中央高等学校へ移管。
- 1997年（平成9年）1月31日 - 運動場を整備。
- 1998年（平成10年）
  - 1月1日 - 長崎県立佐世保中央高校跡地（佐世保市万徳町、佐世保市立清水中学校そば）が長崎県立佐世保北高等学校へ移管。
  - 1月31日 - 創立50周年記念開幕式典を挙行。
  - 3月31日 - 校門及び塀を改修。
  - 10月17日 - 創立50周年記念式典を挙行。
- 1999年（平成11年）
  - 2月25日 - 東門を改修。
  - 3月25日 - 万徳グラウンド屋外便所・シャワー室等を新築。
  - 3月26日 - 図書館・セミナーハウス（北和寮）を改修。万徳グラウンド・テニスコートを整備。
- 2000年（平成12年）4月1日
  - 生徒定員が1,040名となる。
  - コースの名称を変更。
    - 英語コース → 人文総合コース
    - 理数コース → 理数総合コース
- 2001年（平成13年）
  - 3月23日 - 万徳体育館を改修。
  - 4月1日 - 生徒定員が1,000名となる。
- 2002年（平成14年）
  - 3月 - この時の入試をもって、佐世保三校での総合選抜を廃止。最後の総合選抜試験となった。
  - 4月1日
    - 教頭2名制となる。
    - 生徒定員960名となる。
    - 校内に中高一貫事務局、校内研究委員会を設置
- 2003年（平成15年）
  - 3月 - 総合選抜試験の廃止に伴い、一般入試での面接試験を開始。人文総合コースと理数総合コースを廃止。無線パソコン部が廃部となる。
  - 4月1日
    - 生徒定員が920名となる。（募集定員を320名から280名に変更。）
    - 県立中学校開設準備室を設置

  - 8月1日 - 長崎県立佐世保北中学校を併設。
  - 10月15日 - 校舎改築のために、C棟を解体。
- 2004年（平成16年）
  - 1月 - 初の県立中学入試を実施。（募集定員120名）
  - 4月8日 - 長崎県立佐世保北中学校が開校。開校式および第1回入学式を挙行。
- 2005年（平成17年）4月 - 高校の募集定員を280名から240名に変更。
- 2007年（平成19年）4月 - 県立佐世保北中学第1回卒業生の佐世保北高への進学に伴い、他中学校からの募集定員を240人から120人に変更する。[注 5]
  - 高校定員が720名となる。（中学各学年3クラス、高校各学年6クラス）
- 2008年（平成20年）1月30日 - 創立60周年記念式典を挙行。
- 2013年（平成25年）11月12日 - 長崎県立佐世保北中学校開校10周年記念式典を挙行。
- 2015年 （平成27年） 4月1日 -  高校副校長・教頭2人制となる 。
- 2018年（平成30年）12月7日  - 創立70周年記念式典を挙行[8]。

## 学校行事
新型コロナウイルスの影響で大幅に変更有
(中)は中学校のみの行事である。

### [9]1学期
- 4月 - 始業式、中高合同入学式、宿泊研修
- 5月 - 第一回定期テスト、生徒総会
- 6月 - 県高総体、スケッチ大会(中)、市中体(中)、第二回定期考査
- 7月 - オープンスクール、クラスマッチ(中)、球技大会、終了式、特別授業、校外・内学習会、島体験(中)

### 2学期
- 8月 - 平和学習、学校閉庁期間（約1週間）、開始式、特別授業
- 9月 - 北辰祭(体育祭・文化祭)、第3回定期考査
- 10月 - 合唱コンクール(中)、修学旅行(中)
- 11月 - マラソン大会、第4回定期考査、北辰行(中)、修学旅行
- 12月 - 終業式、高3激励集会、冬季補習

### 3学期
- 1月 - 冬季補習、中学校入学者選抜、大学入学共通テスト
- 2月 - 創立記念日（2月1日）、高校前期入学者選抜、第5回定期考査
- 3月 - 卒業式、高校後期入学者選抜、終業式、離任式

## 部活動

### 現在存在する部活動

#### 運動部
- 陸上競技部
- 水泳部
- 柔道部
- 剣道部
- 弓道部
- 野球部
- テニス部
- ソフトテニス部
- バドミントン部
- サッカー部
- ラグビー部
- バレーボール部
- バスケットボール部
- ハンドボール部
- 空手道部

#### 文化部
- 新聞部
- 英会話部
- 美術部
- 写真部
- 科学部
- 家庭科学部
- 書道部
- 茶道部
- 邦楽部
- 吹奏楽部
- 放送部
- 文芸部

### 主な部活動の実績
バレーボール（男子）
- 1986年（昭和61年） - 第17回全国高等学校バレーボール選抜優勝大会（春高バレー）出場、全国高等学校総合体育大会出場
- 1990年（平成2年） - 第21回全国高等学校バレーボール選抜優勝大会（春高バレー）出場、 全国高等学校総合体育大会出場
- 1996年（平成8年） - 第27回全国高等学校バレーボール選抜優勝大会（春高バレー）出場、 全国高等学校総合体育大会出場

硬式テニス（女子）
- 2001年（平成13年） - 全国高等学校総合体育大会出場（シングルス）
- 2003年（平成15年） - 全国高等学校総合体育大会出場（団体・シングルス）
- 2004年（平成16年） - 全国高等学校総合体育大会出場（団体・シングルス）、第27回全国高校選抜テニス大会出場（団体）
- 2005年（平成17年） - 全国高等学校総合体育大会出場（ダブルス・シングルス）、第28回全国高校選抜テニス大会出場（団体）
- 2006年（平成18年） - 全国高等学校総合体育大会出場（団体・ダブルス・シングルス）

ソフトテニス
- 1999年（平成11年） - 全国高等学校総合体育大会出場（男子個人）
- 2001年（平成13年） - 全国高等学校総合体育大会出場（女子個人）

バドミントン
- 2000年（平成12年） - 全国高等学校総合体育大会出場（男子団体）

体操
- 2003年（平成15年） - 全国高等学校総合体育大会出場（男子個人）

陸上
- 2001年（平成13年） - 全国高等学校総合体育大会出場（女子100mハードル）
- 2004年（平成16年） - 全国高等学校総合体育大会出場（男子800m・女子競歩3000m）
- 2005年（平成17年） - 全国高等学校総合体育大会出場（男子競歩5000m・女子競歩3000m）
- 2006年（平成18年） - 全国高等学校総合体育大会出場（男子競歩5000m・男子800m）

水泳
- 2001年（平成13年） - 全国高等学校総合体育大会出場（男子200m自）
- 2002年（平成14年） - 全国高等学校総合体育大会出場（男子200m自・男子400m自・男子400mリ）

剣道
- 2005年（平成17年） - 全国高等学校総合体育大会出場（男子個人）

弓道
- 2001年（平成13年） - 全国高等学校総合体育大会出場（女子個人）
- 2004年（平成16年） - 第22回全国高等学校弓道選抜大会出場（女子個人）、全国高等学校総合体育大会出場（女子団体）

空手
- 2005年（平成17年） - 全国高等学校総合体育大会出場（男子個人組手）
- 2006年（平成18年） - 全国高等学校総合体育大会出場（男子個人組手・個人形）
- 2007年（平成19年） - 全国高等学校総合体育大会出場（男子個人形）

### 過去存在した部活動・同好会

#### 運動部
- ライフル射撃部 - 北斗館1階に長崎県警察の指定ライフル射撃場(エアライフル・ビームライフル、ともに立射)がある。
- 卓球部
- 体操部

#### 文化部
- 無線パソコン部 - 旧部室はA棟4階女子トイレ横。
- 山岳同好会
- コーラス部

## 出身者
各分野で50音順
文化
- 栄信[10] - 俳優
- えのもとぐりむ[11] - 劇作家
- 小川慶太 [12]- パーカッション奏者（グラミー賞受賞[13][14][15]）
- 川谷伊代 - NHK大阪放送局契約キャスター[16]
- 河本瑞貴 [17]- 脚本家
- 小玉ユキ[12] - 漫画家
- 佐藤正午[12] - 作家（直木賞受賞）
- 白石一郎 - 作家（直木賞受賞）
- 菅賢治 - 元日本テレビプロデューサー
- 勢古浩爾[18] - 評論家・エッセイスト
- 宗肖之介 - 文芸評論家
- 田島都 - モデル（現・村上弘明夫人）
- 宝亀克寿 - 俳優・声優
- 中村彼方 - 作詞家・絵本作家
- 堀田かつひこ - 漫画家
- 松尾興 - バリトン歌手
- 峰隆一郎 - 作家
- 村上龍 - 作家（芥川賞受賞）
- 諸岡ケンジ [19]- ミュージシャン

学界
- 石橋一彦 - 千葉工業大学名誉教授
- 岩永勝 - 作物研究所所長
- 児玉昌己 - 久留米大学名誉教授
- 瀬野精一郎 - 早稲田大学名誉教授
- 高尾厚 - 神戸大学名誉教授
- 野口武徳 - 成城大学文芸学部教授
- 満屋裕明 - 国立国際医療研究センター研究所長[20]・熊本大学医学部名誉教授
- 山口謠司 - 大東文化大学文学部名誉教授[21]

政界
- 真島省三 - 衆議院議員（日本共産党）

官界
- 宇野公子 - 国際連合工業開発機関ジュネーブ事務所長、国連経済分析官
- 團宏明 - 郵便事業株式会社COO兼社長、日本郵政副社長、日本郵政公社副総裁

財界
- 江頭邦雄 - 味の素代表取締役社長・会長（1997.06〜2008.04）、経団連副会長（2006.05〜2007.07）
- 尾崎元規 [22]- 花王代表取締役社長（2004.06[23]〜2012.06[24]）・会長（2012.06〜2014.03[25]）
- 松永真理 - エヌ・ティ・ティ移動通信網（現NTTドコモ）ゲートウェイビジネス部企画室長[26]（1997年入社[27]、2000年退職）、 松永真理事務所代表（2000.04〜）、 バンダイ社外取締役[28]（2002.06〜2013.06）、セイコーエプソン株式会社社外取締役[28]（2016.6〜2024.06[29]）、アサヒグループホールディングス社外取締役[26]（2023.03〜）
- 吉澤俊介[30] -  親和銀行頭取（2014.04〜2020.09[31]）、十八親和銀行会長（2020.10[30]〜2022.03[32]）・顧問（2022.04[33]〜）、佐世保商工会議所副会頭（2020.06[34]〜）

スポーツ
- 浮田逸郎 - 元プロ野球選手
- 大庭清 - 元プロ野球選手
- 大庭宏 - 元プロ野球選手
- 古賀幸一郎 - 元バレーボール選手、バレーボール解説者[35]、ファイナンシャルプランナー[36][37]

## 題材となった作品
- 佐藤正午『童貞物語』
- 村上龍『69 sixty nine』
- 小玉ユキ『坂道のアポロン』

## 周辺
- 佐世保市役所
- 亀山八幡宮

## アクセス
最寄りの駅
- MR松浦鉄道 「北佐世保駅」下車後、徒歩15分。

最寄りのバス停
- 西肥バス（させぼバスも含む）「佐世保市役所前」下車後、徒歩5分。

最寄りの国道
- 国道204号

### 注
1. ↑  佐世保市立八幡小学校跡地。当時の校舎が立つ場所は「草木ヶ原」と呼ばれ、佐世保南高校の第一応援歌冒頭にも出てくる。
2. ↑  もともと佐世保市内には15校の中等学校があり、それらは新制高等学校に昇格し、その後統合・再編が進められた。ここで佐世保市としては県立高等学校4校設置を求めていたが、ニブロ米占領軍軍政部教育官の方針で、結果的に佐世保北高等学校・佐世保南高等学校、佐世保商工業高等学校（佐世保商業高校と佐世保工業高校の統合）の3校の設置となった。なお、佐世保商工業高等学校は後に商業高校と工業高校に分離し、再び独立校となっている。
3. ↑  読みは「ひづくし」
4. ↑  定時制と通信制
5. ↑  高校1学年の定員は240人で変化なし。